# Chiroskop

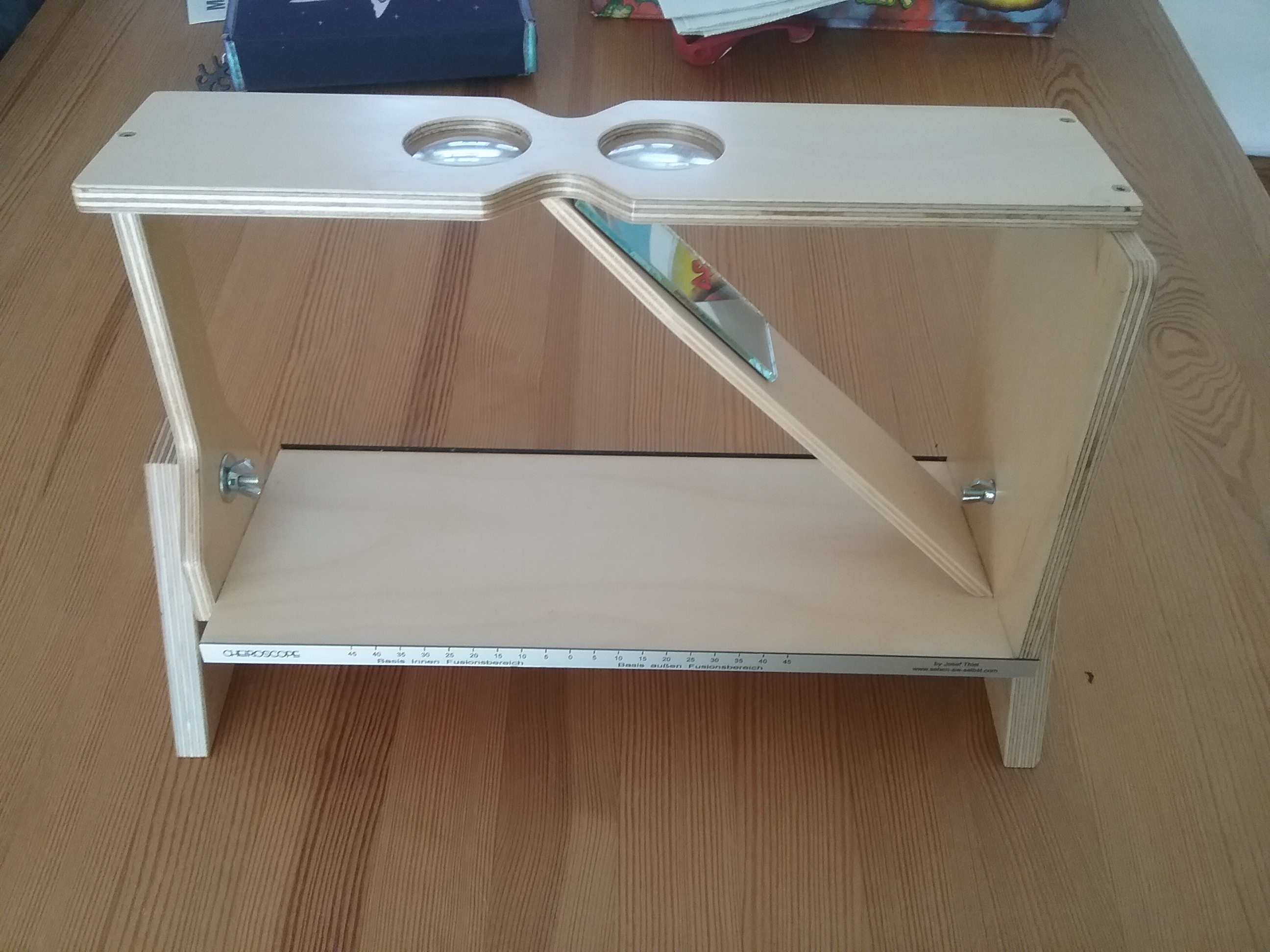
Ein Cheiroskop von Josef Thiel (www.institut-sehen.de/deutsch)

Ein Chiroskop, auch Cheiroskop, (von altgriechisch χείρ cheir, später chir, „Hand“ und -skop) ist ein einfaches orthoptisches Übungsgerät, mit welchem sich sensorische und motorische Binokularschulungen (Simultansehen, Fusion, Stereopsis) durchführen lassen. Es ist mit einem Zeichenblock und Anzeigeinstrument ausgestattet, wobei das Anzeigeinstrument als Haploskop eingerichtet ist, mit dem ein linkes und/oder rechtes Bild über die Zeichnung hinweg eingeblendet wird. Es kann ebenfalls bei der Rehabilitation neurologisch bedingter Sehstörungen und Visusminderungen verwendet werden.
Der britische Augenarzt Ernest E. Maddox schreibt in einem Artikel von 1929, dass im Vergleich zu dem früheren Amblyoskop

„[…] das Chiroskop sich dem Problem aus einem anderen und komplementären Blickwinkel nähert, und zwar nach dem einfachen Prinzip, die Hand in den Dienst zu stellen, um das Auge zu erziehen.“

Zugrunde gelegt sind demnach auch Prinzipien der Auge-Hand-Koordination. Ein Chiroskop kann auf verschiedene Arten betrieben werden. Unter Verwendung eines Chiroskops kann beispielsweise ein Linienbild einem Auge und das Bild eines leeren Blatts dem anderen Auge präsentiert werden, und das Subjekt soll eine Zeichnung erstellen, die das Linienbild reproduziert.
Das Chiroskop wird zu diagnostischen und therapeutischen Zwecken verwendet, um das binokulare Sehen zu testen, um Heterophorien zu beurteilen, insbesondere in Bezug auf die binokulare Stabilität und das Vorhandensein und Ausmaß von Hemmungsmechanismen (Suppression).  Es kann auch in der Low-Vision-Therapie eingesetzt werden, um amblyope Probanden in Auge-Hand-Koordination zu trainieren. Ein Stereoskop kann so modifiziert werden, dass es als Chiroskop fungiert.